# Вест-Пойнт (Джорджія)
Вест-Пойнт (англ. West Point) — місто (англ. city) в США, в округах Труп і Гарріс штату Джорджія. Населення — 3719 осіб (2020).

## Географія
Вест-Пойнт розташований за координатами 32°54′2″ пн. ш. 85°8′25″ зх. д. / 32.90056° пн. ш. 85.14028° зх. д. (32.900571, -85.140276).  За даними Бюро перепису населення США в 2010 році місто мало площу 29,25 км², з яких 28,92 км² — суходіл та 0,32 км² — водойми.

## Демографія
Згідно з переписом 2010 року, у місті мешкали 3474 особи в 1356 домогосподарствах у складі 921 родини. Густота населення становила 119 осіб/км².  Було 1518 помешкань (52/км²).
Расовий склад населення:
| - 57,7 % — чорних або афроамериканців - 39,1 % — білих - 1,0 % — азіатів - 0,2 % — корінних американців - 0,1 % — вихідців з тихоокеанських островів |

До двох чи більше рас належало 1,2 %. Частка іспаномовних становила 2,5 % від усіх жителів.
За віковим діапазоном населення розподілялося таким чином: 28,5 % — особи молодші 18 років, 56,9 % — особи у віці 18—64 років, 14,6 % — особи у віці 65 років та старші. Медіана віку мешканця становила 37,5 року. На 100 осіб жіночої статі у місті припадало 83,4 чоловіків;  на 100 жінок у віці від 18 років та старших — 79,0 чоловіків також старших 18 років.
Середній дохід на одне домашнє господарство  становив 46 453 долари США (медіана — 31 955), а середній дохід на одну сім'ю — 56 548 доларів (медіана — 45 786). За межею бідності перебувало 28,4 % осіб, у тому числі 34,5 % дітей у віці до 18 років та 26,6 % осіб у віці 65 років та старших.
Цивільне працевлаштоване населення становило 998 осіб. Основні галузі зайнятості: виробництво — 21,8 %, науковці, спеціалісти, менеджери — 20,2 %, інформація — 13,3 %, транспорт — 9,2 %.